# 津嶋神社 (長井市)
津嶋神社（つしまじんじゃ）は、山形県長井市草岡にある神社。旧社格は村社。

## 立地
朝日連峰山麓の、田園に囲まれた立地。

## 歴史

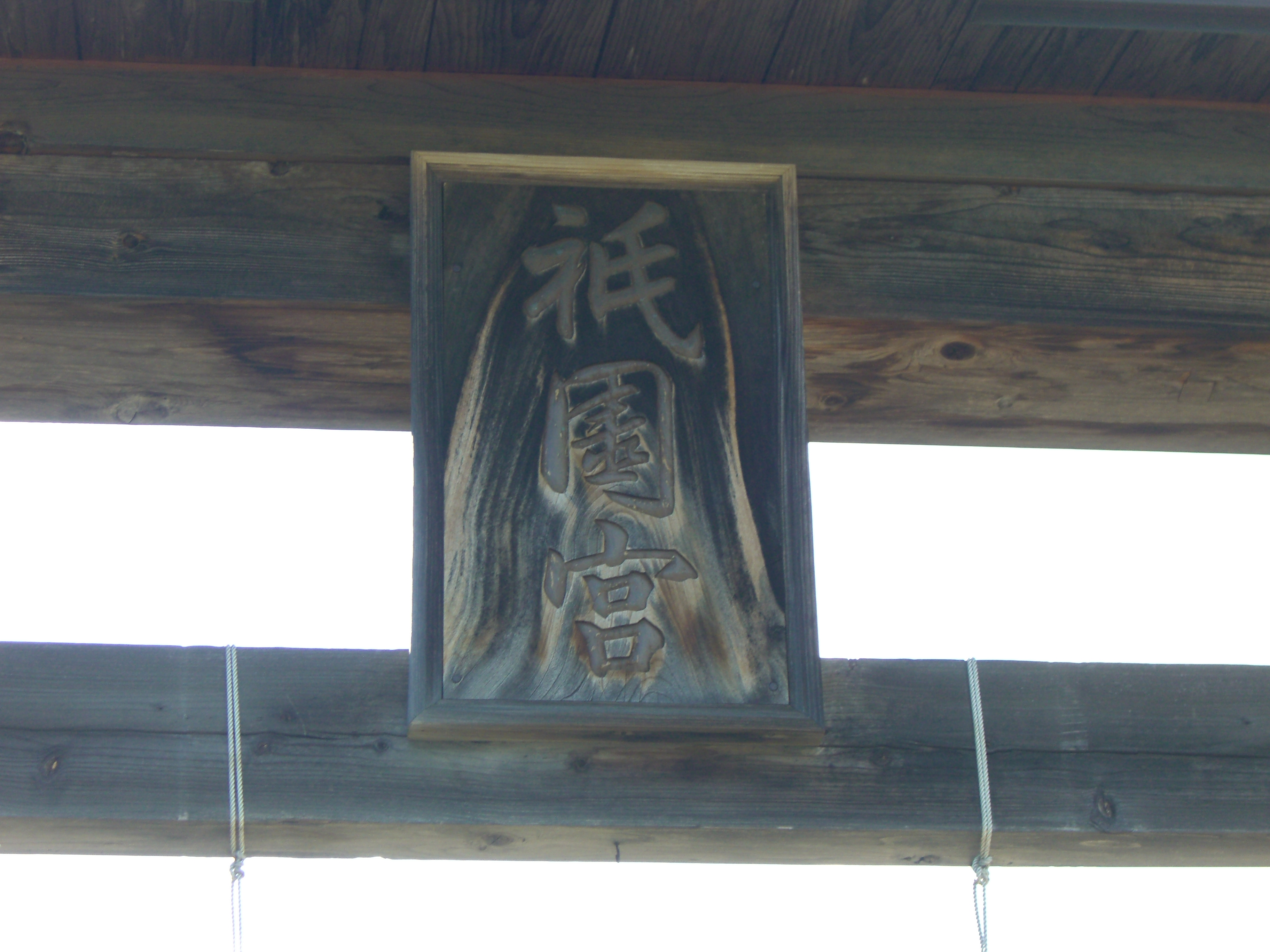
大鳥居額札

- 文化年間（1804年 - 1817年）に別当歓喜院の火災により古文書類は焼失したが、様々な文献書類による類推で、正平13年（1358年）祇園宮牛頭天王として創立とされている。
- 1609 祇園宮牛頭天王一宇再建。胡瓜の社紋を有す。
- 1868 神仏判然令（牛頭天王というような仏教用語で神を呼ぶことを禁じ、仏像、仏具等を取り除く事を命ぜられた）により、「祇園宮牛頭天王」という名称から「津嶋神社」の改称されたと考えられる。かつては「祇園宮」「祇園様」と呼ばれていた。
- 1877 大鳥居再建。總宮神社（山形県長井市一宮）より獅子頭一頭を拝領。
- 1890 拝殿改築。
- 1982 獅子幕奉納。
- 1921 太鼓新調。
- 1922 二本立石碑建立。
- 1928 獅子頭一頭が奉納される。御大典記念執行。
- 1930 拝殿改築する。記念碑あり。
- 1933 御輿、歓喜院より津嶋神社に遷宮される。
- 1937 獅子頭一頭奉納。獅子幕奉納。
- 1942 津嶋神社御水屋建設。
- 1948 大鳥居改築。
- 1954 拝殿屋根改装工事。
- 1960 警護まわし新調（鯉の短冊）。
- 1965 獅子頭一頭が奉納される。
- 1972 手水舎改築。
- 1975 便所建築。
- 1979 獅子幕が奉納される。例祭日を8月19・20日より8月15・16日に変更。
- 1985 獅子頭一頭が奉納される。
- 1988 大鳥居改修。
- 1988 獅子幕が奉納される。
- 1991 長井黒獅子祭り初参加。
- 1991 警護化粧まわし新調。
- 1995 大阪「九五御堂筋パレード」に東北代表として参加（五所神社（長井市寺泉）、白山神社（長井市小出）も参加）。
- 1996 八坂神社に参詣。津嶋神社獅子舞を奉納。
- 2001 太鼓新調。

## 境内
- 本殿
- 拝殿
- 皇太神宮
- 才神堂
- 大鳥居
- 社務所
- 土俵
- 手水舎
- 欅・桜
- 石碑

## 祭神
祭神はスサノヲノミコト。京都八坂神社より分霊を勧請された神社である。

## 例大祭
- 毎年春の5月5日、夏の8月15日・8月16日に行われる。
- 笛の音と、太鼓の音に乗せ獅子舞を行い神社境内、地区の家々を廻り、獅子はお神酒頂き、歯打ちを行い払い清める。
- 神社・獅子に心よせる者を氏子と、獅子舞を行う者を獅子連中という。酒に酔い、道筋に間違えたり暴れる獅子を、抑えたり、神社に入御されるように裁くものを警護と呼ぶ。警護は花相撲で村一番強い者が任務に就く。
- 男らしく迫力があり、特に警護と獅子の力くらべは見ものである。
- 盆踊り・芝居、カラオケなど、も獅子が境内から出ると行われる。

## 交通
- 山形鉄道フラワー長井線羽前成田駅より車で5分